# Муранска Гута (район Ревуца)
Му́ранска Гу́та (словац. Muránska Huta) — деревня в Банскобистрицком крае Словакии. Находится на границе национального парка Муранска Планина (словац. Muránska planina), являясь самой северной деревней района Ревуца.
Доминантой населённого пункта является римско-католический костёл св. Ангела-хранителя, построенный в 1831-м году. Также на территории Муранской Гуты располагается замок болгарского короля Фердинанда I, в котором сейчас находится лечебница. Из деревни ведут туристические трассы в национальный парк Муранска Планина.

## Население
| Год:                | 1994 | 2004     | 2014    | 2024     |
| ------------------- | ---- | -------- | ------- | -------- |
| Количество человек: | 128  | 209      | 194     | 172      |
| Разница:            |      | +63,28 % | −7,17 % | −11,34 % |